# Gènere de videojoc
Els videojocs són generalment i popularment categoritzats en diferents gèneres. A causa d'una manca general de gèneres comunament acceptats a criteris per a la definició de gèneres, la classificació de videojocs no són sempre coherents o sistemàtics i a vegades són completament arbitraris entre fonts. Dins dels estudis dels videojocs hi ha una manca de consens arribant a definicions acceptades per a gèneres de videojocs, alguns són més populars que altres. Per exemple, alguns esquemes són en gran part semiòtics, mentre altres confien més fortament en patrons basades en la interfície i la mecànica.
Tot seguit, consta una llista dels gèneres de videojocs més importants amb breus descripcions i exemples de cadascun d'ells. Aquesta llista pot no ser completa i comprensiva. En Chris Crawford comenta que "l'estat del disseny de videojocs d'ordinador canvia ràpidament. Per tant, s'espera que la taxonomia presentada aquí podria arribar a ser obsoleta o inadequades en un curt període." Com passa amb gairebé totes les varietats de la classificació de gèneres, la qüestió de gènere en concret dels videojocs recau en que l'individu està obert a la interpretació personal. D'altra banda, és important ser capaç de "pensar en cada videojoc individual com a pertanyent a diversos gèneres al mateix temps."
Els criteris o dimensions per a la definició de classes de videojocs són els següents: gènere, ambientació, audiència, temàtica i finalitat. Perquè un gènere siga definit es trobà que és necessari que hi hagi un videojoc paradigmàtic, unes imitacions i unes variacions.

## Història
Els primers intents de crear categories taxològiques per als videojocs van ser principalment per organitzar catàlegs i llibres. Un catàleg de 1981 per a l'Atari VCS utilitza 8 encapçalaments en anglès: Skill Gallery, Space Station, Classics Corner, Adventure Territory, Race Track, Sports Arena, Combat Zone, i Learning Center. ("Classics", en aquest cas, es refereix als escacs i les dames). Al llibre de Tom Hirschfeld de 1981 How to Master the Video Games, divideix els jocs en grans categories a la taula de continguts: tipus Space Invaders, tipus Asteroids, laberint, reflex i miscel·lània. Els dos primers corresponen als gèneres encara utilitzats de shooter fix i shooter multidireccional.
Chris Crawford va intentar classificar els videojocs al seu llibre de 1984 The Art of Computer Game Design. Crawford es va centrar principalment en l'experiència del jugador i les activitats necessàries per al joc. Va escriure: "l'estat del disseny de jocs d'ordinador està canviant ràpidament. Per tant, esperem que la taxonomia presentada [en aquest llibre] esdevingui obsoleta o inadequada en poc temps".
Nintendo, en introduir el seu sistema Famicom al mercat nord-americà com a Nintendo Entertainment System el 1985, va intentar evitar els problemes amb la pèrdua de control de publicació que havien provocat la crisi del videojoc de 1983 i per evitar que s'alliberin jocs no autoritzats per al sistema. Per solucionar-ho, Nintendo va requerir l'aprovació de tots els jocs per a la NES. Per donar suport a això, Nintendo va classificar els jocs en vuit grans sèries: Aventura, Acció, Esports, Pistola de llum, Programable, Arcade, Robot i Educatiu; la descripció de la sèrie va aparèixer a les primeres cobertes de "caixa negra" i posteriorment es va utilitzar al NES Player's Guide. En l'època de Game Boy i Super Nintendo Entertainment System, Nintendo havia retirat les sèries Arcade, Pistola de llum, Robot, Programable i Educatiu, però s'havia afegit a classificacions per a jocs de rol i simulació i trencaclosques.
Els fabricants de consoles que van seguir la NES van seguir un comportament similar en requerir llicències per desenvolupar jocs per als seus sistemes. Per assegurar-se que obtindrien aquestes llicències, els desenvolupadors de consoles acostumaven a mantenir-se amb el joc dels jocs publicats anteriorment per a aquesta consola, fent que els grups de jocs del mateix gènere creixin. Posteriorment, els minoristes van mostrar jocs agrupats per gèneres i les empreses d'estudi de mercat van trobar que els jugadors tenien preferències per certs tipus sobre d'altres, segons la regió, i els desenvolupadors podien planificar estratègies futures a través d'això.
Amb l'expansió de la indústria a la dècada de 1990 i els pressupostos per als videojocs van començar a créixer, van començar a formar-se grans editorials com Electronic Arts per gestionar el màrqueting i la publicació de jocs, tant per a consoles com per a ordinadors personals. L'orientació a gèneres de videojocs d'alt valor i baix risc era clau per a alguns editors, i els desenvolupadors petits i independents normalment es veien obligats a competir abandonant un joc més experimental i instal·lant-se en els mateixos gèneres que utilitzen els editors més grans.
A mesura que han augmentat les capacitats del maquinari, s'han fet possibles nous gèneres, amb exemples com l'augment de la memòria, el pas de 2D a 3D, nous perifèrics, funcionalitats en línia, i basats en la ubicació mecànica. El joc experimental del desenvolupament de jocs independents va cridar més l'atenció a finals dels anys 2000 i 2010 amb l'ajuda de la distribució digital independent, ja que els grans editors es van centrar en els títols triple-A eren extremadament negatius al risc. A través dels jocs independents, havia sorgit un renaixement del joc experimental i des de llavors han sorgit diversos gèneres nous.

## Definició

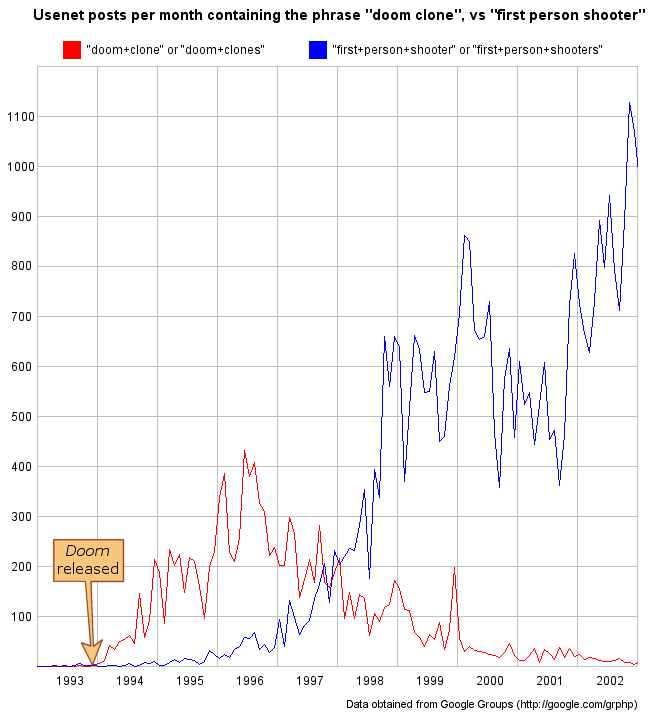
La utilització del terme "clon de Doom" (vermell) i "tir en primera persona" (blau) amb el pas del temps

A causa de la "participació directa i activa" del jugador, els gèneres de videojocs difereixen dels literaris i del gènere cinematogràfic. Encara que es podria afirmar que Space Invaders és un videojoc de ciència-ficció, l'autor Mark J.P. Wolf va escriure que aquesta classificació "ignora les diferències i similituds fonamentals que es troben en l'experiència de joc del jugador". En contrast amb l'estètica visual dels jocs, que pot variar molt, s'argumenta que són les característiques d'interactivitat les que són comunes a tots els jocs.
Igual que els gèneres cinematogràfics, els noms dels gèneres de videojocs han sorgit generalment com una comprensió comuna entre l'audiència i els productors. Els noms descriptius dels gèneres tenen en compte els objectius del joc, el protagonista i fins i tot la perspectiva que s'ofereix al jugador. Per exemple, un shooter en primera persona és un joc que es juga des d'una perspectiva en primera persona i que implica la pràctica del tir. Mentre que "joc de trets" és un nom de gènere, "tir en primera persona" i "tir en tercera persona" són subgèneres comuns del gènere de tir. Altres exemples d'aquests prefixos són temps real, per torns, de dalt a baix i desplaçament lateral.
Els noms dels gèneres no estan fixos i poden canviar amb el temps a causa de la naturalesa de l'acord entre el públic i el productor sobre la denominació del gènere. El gènere del videojoc de plataformes va començar com a "jocs d'escalada", basat en el llibre de 1982 de Steve Bloom Video Invaders, ja que es van inspirar en jocs com Donkey Kong que comptava amb escales i salts. El mateix terme va ser utilitzat per la premsa dels Estats Units i el Regne Unit el 1983, incloses les revistes Electronic Games i TV Gamer. Els shooters en primera persona eren coneguts originalment com a "clons de Doom" els anys posteriors a Doom de 1993, mentre que el terme "shooters en primera persona" es va fer més comú cap a l'any 2000.
Nous gèneres sorgeixen contínuament al llarg de la història dels videojocs, sovint a causa de la pol·linització creuada d'idees manllevades de diferents jocs en de noves. Per exemple, el joc d'aventures de text seminal Colossal Cave Adventure va inspirar directament el joc Atari VCS Adventure, però incorporant el control del joystick com en un joc d'acció en lloc d'ordres escrites. Adventure va servir com a prototip del gènere de videojoc d'acció i aventura que es popularitzaria per The Legend of Zelda.
El públic objectiu, el tema subjacent o el propòsit d'un joc de vegades s'utilitza com a identificador de gènere, com ara amb "joc cristià" i "joc seriós" respectivament. Tanmateix, com que aquests termes no indiquen res sobre la jugabilitat d'un videojoc, aquests no es consideren gèneres.

## Principals gèneres

### Acció
Els videojocs d'acció, són potser, bàsicament el gènere que més s'ha jugat, i naturalment la més ample en quantitat de jocs. Els jocs d'acció són caracteritzats per l'èmfasi en accions que el jugador ha d'actuar reflexivament, en temps real sobre el combat cos a cos o bé amb armes blanques o de foc. A més a més, també s'inclou el combat amb vehicles, és a dir, que no només ha de ser entre humans, sinó que el gènere s'entén pel sentit més ampli i amb un toc de fantasia. Com poden ser els videojocs de Star Wars o Alien³. Entre els videojocs d'acció, en els últims anys ha aparegut un gran nombre de videojocs relacionats amb la guerra, si bé, basats en fets històrics o ficticis. Dels videojocs de guerra històrics podem anomenar-ne alguns títols com Call of Duty o Medal of Honor basats en els esdeveniments de la Segona Guerra Mundial o SOCOM: U.S. Navy SEALs Combined Assault o saga Ace Combat basats en guerres i batalles en una època actual però en situacions polítiques i territorials que no són del tot reals.
Als videojocs d'acció que es denominen solament d'acció no n'hi ha pas molts, sinó que comunament estan barrejats amb altres gèneres i tipus de videojocs que fan que el mateix videojoc sigui una mica més amè. Per exemple, als videojocs d'acció i pot haver una pinzellada del gènere de la conducció o la cursa sense deixar de banda l'acció, tot i que en aquest cas en podem dir que es tracta de persecució. Algun d'aquest tipus de videojoc pot ser qualsevol dels de la saga Driver.

Els videojocs de lluita, principalment els de lluita u contra u (també versus fighting, a Amèrica i beat 'em ups al Regne Unit) es basen en el combat entre dos personatges, un el controla la consola (CPU) i l'altre el controla la persona en el qual hi està jugant. Aquests videojocs són sovint focus a les arts marcials i altres formes del combat desarmat. Aquest gènere es va iniciar a mitjans dels anys 80 i va esdevenir com un fenomen, particularment als recreatius, amb el llançament de Street Fighter II. El gènere és encara popular avui, tot i que ha anat baixant la popularitat extrema en el qual en el principi del gènere va assolir.
Algunes de les sagues més reeixides són: Mortal Kombat, Street Fighter, Super Smash Bros., King of Fighters, Soul Edge i Soul Calibur, Tekken i Virtua Fighter.
Els videojocs de lluita anomenats busca-raons (o bé beat 'em up en anglès) i també els hack and slash destaquen en l'èmfasi en un combat de dos a més personatges, fent un llarg nombre d'enemics controlats per la consola. L'estil de baralla és normalment més simple que els jocs de lluita u contra u. Aquest gènere va esdevenir popular el 1987 amb el llançament de Double Dragon, que van seguir al darrere una llarga llista de videojocs similars en aquest. Els jocs consisteixen que el jugador ha de superar tota una sèrie de nivells ajudat o no d'altres personatges, que en el qual, es van incrementant la dificultat en cadascun d'aquests nivells. Els crítics denuncien que aquest gènere pot ésser repetitiu i avorrit.
Avui en dia, el gènere ha sigut rellevat pels videojocs d'acció i aventura, amb la creació de nivells en zones de tres dimensions.
Algunes de les sagues més notables dels videojocs busca-raons poden ser per exemple: Double Dragon, Battle Toads, Streets of Rage, Golden Axe, Dynasty Warriors, The Warriors i Samurai Warriors.
Els videojocs de laberints tenen com a zona de joc un laberint sencer, on els jugadors poden navegar. El pensament ràpid i temps de reacció són encoratjats per l'ús d'un temporitzador, monstres obstruint el pas del jugador o curses entre diversos jugadors per arribar al final. El joc més famós d'aquest gènere és Pac-Man.
Els videojocs de pinball són dissenyats per replicar l'estil de joc de les taules de pinball de la vida real en realitat virtual. La majoria de jocs de pinball "digitals" tenen la mateixa jugabilitat que els "manuals", on el jugador controla una aleta a la dreta i una altra a l'esquerra, i tracta de fer que la pilota xoqui o entri en diverses parts de la zona de joc per aconseguir punts. L'esquema de control en els jocs de pinball és, en la seva major part, el mateix. En les consoles, els botons d'esquerra i dreta s'utilitzen sovint per controlar les aletes d'esquerra i dreta d'un joc de pinball en el món real. En alguns casos, un joc de pinball pot presentar més de dues aletes: dos es localitzen generalment en la part inferior del tauler, i altres (generalment només un o dos més) es troben per sobre dels dos de sota. Alguns jocs de forma automàtica mou la pilota al camp de joc, mentre que altres requereixen que el jugador pressioni un botó per tirar cap avall el tap de ressort i va entrar així la pilota en el camp de joc. Una aspecte important, és que els videojocs de pinball poden fer avançar més enllà de l'emulació de pinball de taula que la inclusió de característiques impossibles d'incorporar en una taula de pinball real, com ara la disposició de les taules múltiples o el control de la pilota directe. Jocs de pinball s'han tornat més populars en els últims anys en els sistemes portàtils, a diferència de les consoles.
Els videojocs de plataformes (anomenats en anglès, platformers) són jocs que els jugadors es poden moure's només per una superfície horitzontal (la més corrent), tot i que n'hi ha que són verticals i que van en diferents direccions, d'això se'n diu pel terme anglès scroll. Aquest és un dels primers gèneres de videojocs, sent així un dels més populars fins avui. Alguns dels seus millors jocs poden ser els de les sagues de Mario i Metroid de Nintendo, i/o Mega Man de Capcom, o també Rayman d'Ubi Soft i Sonic the Hedgehog de Sega. Tradicionalment, els jocs de plataformes són de 2D, tot i que han anat evolucionant cap al món de tres dimensions, quan en els nous videojocs de plataformes es podia anar en diverses direccions. Mentre que alguns dels jocs de plataformes en 3D com Super Mario 64, Tomb Raider, i/o Sonic Adventure s'havien venut milions de còpies, el nombre de videojocs en 3D del gènere va incrementar i acabava per consolidar-lo i fent que aquest esdevingués molt d'èxit.
Els elements de jugabilitat dels videojocs de plataformes es poden incloure els de córrer, saltar i escalar muntanyes o obstacles. Els plataformers freqüentment tenen pinzellades d'elements de jugabilitat d'altres gèneres com lluitar i disparar (com és el cas de Castlevania).

#### Tir
Un videojoc de tir (o conegut simplement en anglès shooter) dona importància al combat amb armes de projectils com a element principal, com les pistoles i els míssils. Aquest grup es pot dividir en dos grups igual de predominants en els videojocs, el tir o acció en primera i en tercera persona, depenent de la perspectiva de la càmera. Algunes videojocs d'acció en primera persona utilitzen la tecnologia de les pistoles de llum.
Els videojocs d'acció en primera persona (first person shooters en anglès i FPS abreviat) venen categoritzats per l'acció i el combat des d'una perspectiva en primera persona, o sigui, la "càmera" estaria darrere del personatge que s'està controlant. Aquests tipus de videojocs es caracteritzen per passar els esdeveniments molt ràpidament i per això calen reflexos ràpids en nivells d'alta dificultat. Els videojocs d'acció en primera persona han esdevingut a ser de 3D per a les consoles de videojocs modernes. També ha influït molt els videojocs d'aquest tipus en els modes multijugador, i així, de 8 a 64 persones jugant via en línia.
Algunes de les sagues d'aquest tipus de videojocs poden ser: Half-Life, Doom, Unreal, Quake, Far Cry, Counter-Strike, Halo, Medal of Honor, Call of Duty i Battlefield.
Els videojocs d'acció en primera persona en línia massius multijugador (MMOFPS) és un gènere de videojocs en línia massius multijugador que combina la jugabilitat de l'acció en primera persona amb un món virtual amb un gran nombre de jugadors que poden interaccionar gràcies a la xarxa d'Internet. Mentre que els videojocs FPS estàndards tenen com a límit el nombre de jugadors disponibles per competir en objectius multijugador (generalment com a màxim és 64), centenars de jugadors poden lluitar contra els altres en el mateix servidor en un MMOFPS.
Els videojocs de tir amb pistola de llum són un gènere dels jocs de tir dissenyats per l'ús amb un dispositiu apuntador per a ordinadors i dispositiu de control per les màquines recreatives i les consoles domèstiques. Les primeres pistoles de llum van aparèixer a la dècada de 1930, seguint el desenvolupament del sensor de llum de tubs de buit. No va passar molt temps abans que la tecnologia va començar a aparèixer en els videojocs recreatius de tir, a partir de Seeburg Ray-O-Lite el 1936. Aquests videojocs amb pistoles llum primitius s'utilitzaven per detecta objectius (usualment en moviment) i estaven muntats amb un tub sensible a la llum. El jugador utilitza una arma virtual de foc (generalment semblant a un rifle) que emet un feix de llum quan es prem el gallet. Si el raig toca el blanc, en la zona de la pantalla en qüestió, s'aconsegueixen punts. Les pistoles de llum modernes funcionen de manera oposada a les clàssiques—el sensor és dins de la pistola i l'objectiu o blanc de la pantalla és qui emet el llum en comptes de la pistola. La primera pistola de llum d'aquest tipus va ser utilitzat en l'ordinador MIT Whirlwind. Alguns videojocs de "pistoles de llum" realment utilitzen les armes muntades en joysticks, donant la il·lusió de la utilització d'un feix de llum, però tot el control es transfereix a través del moviment de l'estic; clars exemples d'això són T2: The Arcade Game i Revolution X.

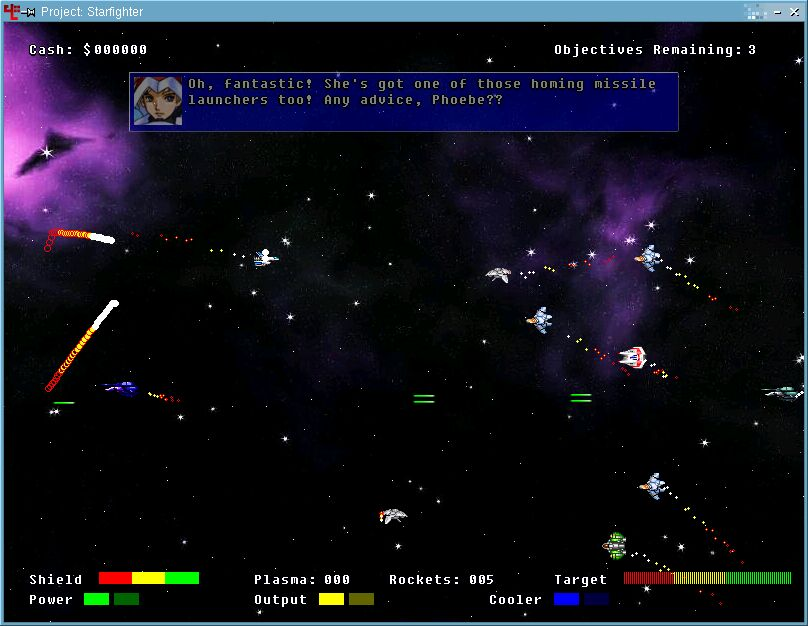
Project Starfighter, un shoot 'em up.

Els shoot 'em up (o més curt, shmup), o mata-marcianets conegut als Països Catalans, és un gènere dins dels jocs de tir on el jugador controla un personatge o vehicle (el coet com a més utilitzat) capaç de disparar projectils a un gran nombre d'enemics, mentre que s'esquiva dels projectils enemics. En el videojocs d'aquest gènere, calen reaccions ràpides i memorització de patrons d'atac dels enemics. El primer joc d'aquest tipus va ser Spacewar!, creat per l'Institut de Tecnologia de Massachusetts el 1961, per a la diversió dels desenvolupadors, va ser alliberat més tard com un videojoc de màquina recreativa. El gènere es va convertir en prolífic amb la publicació de Space Invaders el 1978 i aquesta popularitat es va mantenir fins que el gènere va evolucionar al llarg de la dècada de 1980 i de 1990. Els shoot 'em ups, actualment conserven el seu atractiu, sobretot al Japó.
Els videojocs de tir tàctic són variacions del gènere de tir en primera i tercera persona, amb èmfasi al realisme i el joc tàctic com el planeig i la feina en equip (per exemple, els papers especials i de coordinació). En els modes d'un sol jugador, el jugador dirigeix un esquadró de personatges controlats per IA a més del mateix jugador; en els modes multijugador, els jugadors han de treballar en equip per aconseguir els objectius comportant la victòria en el joc. Guanyar, significa que és probable que depengui de la captura d'un objectiu d'algun tipus, en lloc de guanyar el major nombre de morts, com és el cas dels videojocs de tir en primera persona.
Un videojoc de tir en rail és un subgènere dels jocs de tir en primera persona on la navegació del jugador a través de l'entorn de joc no està sota el seu control explícit. Un shooter en rail restringeix la interacció del jugador als objectius tàctics en cada escena, i avança entre escenes movent la càmera del jugador en posicions específiques al llarg del mapa del joc.
Els videojocs de tir en tercera persona, coneguts com a TPSs o 3PSs en anglès (Third-person shooter), donen èmfasi en el tir i el combat amb la perspectiva de la càmera on el personatge jugador és vist en distància. Aquesta perspectiva dona al jugador una vista més àmplia dels cantons oposats a les vistes limitades dels jocs de tir en primera persona. D'altra banda, en shooters en tercera persona permeten un moviment més elaborat com tombar-se o el busseig, en lloc dels salts simples i comuns en els jocs FPS. Es fa més possible una major interacció amb l'entorn del jugador. Es manté l'èmfasi en el tir, però, aquests jocs no tenen els elements de plataformes i trencaclosques dels jocs de trets d'acció i aventura. Alguns 3PSs tenen una funció que li permet canviar a la primera persona en el joc, com en Star Wars Battlefront i la saga clàssica de Ratchet And Clank. Els shooters en tercera persona recentment han començat a incorporar sistemes de cobriment dedicats, un exemple seria Gears of War. Altres gèneres de videojocs han començat a incorporar elements dels "shooters" en tercera persona, com el RPG Mass Effect.

### Acció i aventura
Els videojocs d'acció i aventura són els que combinen els elements de jugabilitat de videojocs d'aventures amb diversos elements d'un videojoc d'acció. Els principals elements són el d'un món d'exploració posat en la pell d'un o més personatges (no molts) en el qual, s'ha de resoldre problemes que estan per resoldre sigui utilitzant objectes, fent trencaclosques o avançant de manera que en l'argument del videojoc tiri endavant amb la pinzellades d'acció que s'han d'utilitzar quan s'ha de derrotar a enemics, sovint els enemics finals i fent que el gènere d'acció sigui representat amb força.
En la decadència dels videojocs d'aventures, molts jugadors anomenen a aquest gènere a simplement videojocs d'aventures, ja que aquest en va sortir una gran diversitat per la seva millor adaptació al món dels videojocs en el moment.
El primer joc d'acció i aventura va ser l'Adventure (1978) amb el sistema operatiu, Atari 2600. Dues de les millors sagues de videojocs d'acció i aventures van ser la de The Legend of Zelda i la de Grand Theft Auto. Tot i que es poden incloure molts altres videojocs que no s'hagin categoritzat sota aquest gènere però tenen elements que el fan relacionar.
Els videojocs de sigil (o d'infiltració) són un subgènere recent, a vegades anomenats en anglès com a "sneakers" o "creepers" en contrast als videojocs orientats al "shooter". Es dona el cas que en aquest tipus de videojoc d'acció, el jugador ha de neutralitzar els enemics amb tàctiques precises i en moments de desconcert per part dels enemics, atacant fins i tot en la foscor o l'enlluernament sense provocar gaire soroll o caos per acabar més fàcilment amb l'objectiu. La majoria tenen elements de primera i tercera persona.
Els videojocs de terror i supervivència donen èmfasi en la por i tracta d'espantar als jugadors a través d'elements tradicionals de ficció de terror com el tema de l'entorn tenebrós; mort, zombis i sang. Un element clau de jugabilitat en aquests videojocs és la baixa quantitat de munició o el nombre d'armes blanques amb la intenció de donar un cert grau d'inseguretat davant dels enemics que es presentin al llarg del joc.

### Aventura
Els videojocs d'aventures són un dels tipus de videojocs que van ser comercialitzats a finals dels anys 1970, i el cap de fila és Colossal Cave Adventure. Aquest tipus de joc s'ha fet conèixer amb la sèrie Zork i ha gaudit d'una certa popularitat en la dècada del 1980 i fins a mitjans dels anys 1990. El jugador retrata un protagonista de la història i, en general ha de resoldre una sèrie d'enigmes i trencaclosques amb l'ajuda d'objectes o interaccionant amb altres personatges.
A diferència del cinema d'aventures, els jocs no són definits per una història o contingut. Més aviat, descriu l'aventura sense necessitat d'actes reflexos o acció. En general, cal que el jugador resolgui diversos trencaclosques interaccionant amb les persones o l'entorn, més sovint d'una manera no confrontacional, a diferència del gènere d'acció i aventura. Es considera un gènere "purista" i tendeix a excloure a tot el que inclou elements d'acció més enllà d'un mini joc.
Es posa poca pressió sobre el jugador en la forma d'acció basat en reptes o limitacions de temps, els jocs d'aventura han tingut la capacitat única d'atraure a la gent que normalment no juguen amb videojocs. El gènere va aconseguir la seva màxima popularitat el 1993 amb Myst, el videojoc d'ordinador amb més vendes de tots els temps fins aquest ara. El punt simple i la interfície clicable, els mons detallats i el pas lent fent-lo accessible, i el seu sentit del surrealisme artístic va causar que els mitjans de premsa com Wired Magazine, The New York Times i San Francisco Chronicle a declarar que la indústria dels videojocs havia madurat. Va tenir quatre continuacions de molt èxit, però no van aconseguir experimentar el mateix nivell que el primer. L'èxit de Myst també va inspirar a molts desenvolupadors a crear videojocs similars amb les perspectives en primera persona, ambients surrealistes i un mínim de diàleg, però també no van recuperar l'èxit de l'original.
A finals de la dècada de 1990, el gènere va sofrir una gran caiguda en la popularitat, el mercat de masses es va convertir en versions rares, i molts van declarar que els videojocs de l'aventura s'estaven exintguint. Més exactament, s'ha convertit en un gènere de culte. Els videojocs d'aventura no són del tot infreqüents, però tendeixen a ser de molt baix pressupost en previsió de vendes modestes. El gènere va ser rejovenit en certa manera amb l'alliberament de The Longest Journey el 1999, que posa l'accent en forts elements de la història i una major interacció amb els diferents personatges. Un ressorgiment recent de jocs d'aventures en les consoles de Nintendo ha significat un nou interès en el gènere.
Al voltant d'aquests anys, van aparèixer videojocs d'aventures de 3D en temps real. Entre ells Nightfall de 1998, realMyst del 2000, i Uru: Ages Beyond Myst el 2003. En aquests jocs d'aventures tradicional se'ls va afegir alguns dels atributs més comunament associats amb els videojocs d'acció. Per exemple, la llibertat de moviment i el comportament basat en la física. Cap d'aquests jocs es permet ser virtualment ferit o mort, que els distingeix dels videojocs d'acció/aventura, com Unreal original i Trespasser.
Els primers videojocs d'aventura van ser les aventures textuals, també coneguts com a ficció interactiva. Jocs com la famosa saga Zork de finals de la dècada de 1970 i principis de la de 1980, permetien al jugador utilitzar un teclat per introduir ordres, com ara "get rope" (aconseguir la corda) or "go west" (anar cap a l'oest) mentre que el videojoc descriu el que està succeint. Una gran part de la programació tractava de l'anàlisi de l'entrada de text del jugador i com traduir-ho en accions.

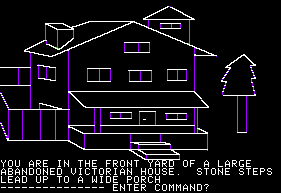
Mystery House per a l'Apple II va ser el primer videojoc d'aventures a utilitzar gràfics en els ordinadors personals domèstics.

Quan les aventures gràfiques van sorgir, el gènere es va transformar. Els videojocs d'aventura van començar a complementar i substituir les descripcions textuals amb imatges (per exemple, una imatge de la situació actual). Els primers jocs d'aventures gràfiques utilitzaven analitzadors de text per introduir ordres. El creixent ús del ratolí d'ordinador va permetre el "apuntar i clicar" al gènere dels videojocs d'aventures, on el jugador ja no havia d'escriure les ordres. El jugador podria, per exemple, fer clic en una icona d'una mà i després en una corda, per recollir-la.
Una novel·la visual (ビジュアルノベル, bijuaru noberu) és un joc d'aventures normalment amb gràfics estàtics, típicament amb art en estil anime japonès. Com el nom suggereix, té una naturalesa mixta entre les novel·les i el tableau vivant. Moltes novel·les visuals, mostren un seguiment de les estadístiques que el jugador que ha de construir per tal d'avançar en la trama, i permeten una gran varietat de terminacions o finals, permetent reaccions dinàmiques a diferència de les accions dels jugadors d'una trama lineal típica aventura. Moltes novel·les visuals són simuladors de cites, incloent-hi els jocs bishōjo. Le novel·les visuals són especialment freqüents al Japó, que representen gairebé el 70% dels videojocs d'ordinador publicats. Poques vegades es produeixen per a consoles de videojocs, però els jocs més populars són de vegades portats a sistemes com la Dreamcast o la PlayStation 2. El mercat de les novel·les visuals fora del Japó, però, era gairebé inexistent abans que l'èxit de la Nintendo DS, per al qual diverses novel·les visuals japoneses van ser publicades a Occident, com la saga Ace Attorney.
El gènere de la pel·lícula interactiva va arribar juntament amb els laserdiscs. Una pel·lícula interactiva conté dibuixos animats o seqüències animades pre-gravades en full-motion, on el jugador controla alguns dels moviments del personatge principal. Per exemple, quan hi ha perill, el jugador decideix moure, actuar o una combinació per superar l'obstacle i avançar en l'argument. En aquests jocs, l'única activitat del jugador és triar o endevinar el moviment que els dissenyadors han permès. Les pel·lícules interactives solen diferir dels jocs que simplement fan servir video en full motion, (o FMV abreviat en anglès), àmpliament entre les escenes en les que tracten d'integrar en el joc en si. Això ha estat utilitzat en tot, des dels videojocs de curses fins als videojocs de lluita. Alguns jocs d'aventura han tractat d'utilitzar el terme per comparar la narració dels seus jocs a les pel·lícules, sobretot els videojocs de Tex Murphy i els més recents Fahrenheit (Indigo Prophecy), encara que són classificats també com a híbrids de gènere. Els elements de les pel·lícules interactives han estat adaptades per al jocs cut scenes, en forma de Quick Time Events, per mantenir al jugador alerta. Els videojocs com Resident Evil 4 presenten de manera òbvia missatges i alertes en joc perquè el jugador pugui reaccionar-hi. Si no es segueixen les indicacions, en general, el personatge del jugador, acaba amb ferides o mor a l'acte.

### Rol

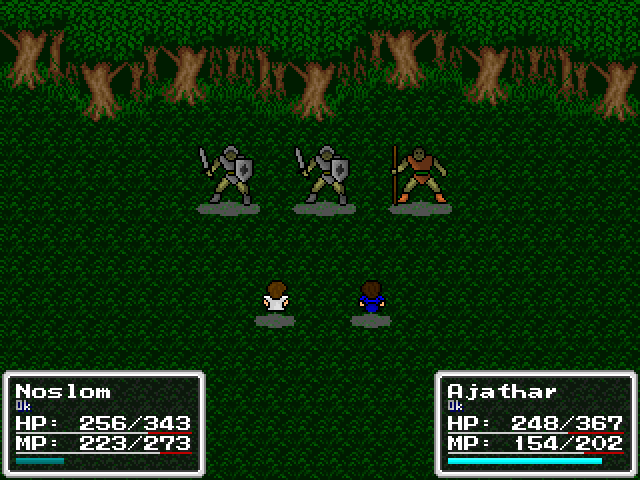
KQ és un videojoc de rol

Els videojocs de rol (també coneguts en anglès per CRPG o simplement RPG) es basen en el fet que el jugador està situat en una fantasia o ciència-ficció, i poder controlar el personatge per un prominent guió del joc. La majoria d'aquests videojocs tenen al jugador actuant en un rol d'un específic tipus d'"aventura", que en el qual, s'ha d'utilitzar el combat, lluitant amb armes o amb conjurs i accions màgiques. En alguns d'aquests videojocs s'hi té l'oportunitat de jugar amb un o més personatges alhora. Alguns d'aquests videojocs poden ser per exemple: Planescape: Torment, i/o sagues com Baldur's Gate, The Elder Scrolls, Fallout, Final Fantasy, Ultima, o Dragon Quest.
Aquests jocs dibuixen una jugabilitat semblant al clàssic Dungeons & Dragons. En la majoria, el jugador té el paper principal en una o més aventures especialitzant-se en diverses habilitats (com el cas del combat amb certes armes blanques i els conjurs màgics) mentre es progressa en l'argument. Normalment se centra en mons imaginaris i fantàstics, normalment poblat de monstres i critatures, que dona accés a diverses llocs de joc, com pobles, masmorres i castells. Amb la consolidació dels ordinadors personals es va conincidir la popularitat dels jocs de rol de llapis i paper, aquest gènere va ser un dels primers en els videojocs i segueix sent famós avui en dia. Hi ha elements de joc fortament associats amb els RPGs, com el desenvolupament d'estadístiques del personatge a través de l'adquisició de punts d'experiència, que han estat àmpliament adaptats a altres gèneres com els videojocs d'acció i aventures. Encara que gairebé tots els primeres títols en el gènere són videojocs basats en torns, molts jocs de rol moderns hi ha progrés en temps real. Per tant, el gènere ha seguit la tendència dels videojocs d'estratègia, de passar el combat en torns al temps real. El pas a combat en temps real va començar amb el llançament de Final Fantasy IV de Square (ara Square Enix), el primer joc a utilitzar el sistema batalla en temps actiu; això va ser continuat ràpidament per videojocs de rol totalment en temps real, com ara la saga Mana, Soul Blazer i Ultima VII. Però més endavant van sorgir alguns jocs basats en el sistema de batalla anterior, com la saga de Golden Sun per la Gameboy Advance.
Les diferències culturals en els videojocs de rol han causat que els RPGs tendir cap a dos grups de característics que de vegades es denominen RPGs occidentals i orientals. El primer implica sovint el jugador crear un personatge i una història no lineal al llarg de la qual el jugador pren les seves pròpies decisions. En el segon tipus, el jugador controla un grup de personatges predefinits sovint a través d'un espectacular guió d'història lineal. Es descriuen avantatges i seguidors incondicionals en cada sistema, incloent els fanàtics dels jocs de rol occidental de l'Est d'Àsia i orientals a Europa/Amèrica del Nord.
A causa dels orígens del RPG amb Dungeons And Dragons i altres jocs de rol de llapis i paper, la ubicació virtual més famosa per a jocs de rol, de lluny és un món de fantasia, en general amb fortes influències medievals europees com és el cas de les sagues de Diablo (per Blizzard), Final Fantasy, Elder Scrolls i Baldur's Gate (tots diferents tipus de RPGs) compartint la fantasia. No obstant això, existeixen excepcions, el més notable és l'asiàtic oriental Jade Empire, i els de ciència-ficció com Knights of the Old Republic i Mass Effect per Bioware. La saga de Fallout s'ubica en un ambient americà retro-futurístic i post-apocalíptic que la guerra nuclear va destruir el món on la cultura no havia avançat més enllà de la dècada de 1950.
Els mons oberts (en anglès Sandbox RPG) permeten al jugador una gran llibertat i normalment contenen entorns realistes (el jugador no queda confinat en un camí restringit de roques, muntanyes, etc.). Els mons oberts són gairebé sempre occidents en lloc dels orientals, tot i que tenen similituds a altres sandboxs com el cas de la saga de Grand Theft Auto amb un gran nombre de personatges interaccionables controlats per la màquina, gran quantitat de contingut i en general alguns mons gegants per explorar i permetent tot un seguit d'objectius principals i secundaris on el jugador decideix l'ordre i fent l'avanç en l'argument, més ràpid o més lent per part del jugador. El contingut o objectius secundàris no són necessaris per a la finalització positiva del joc, tot i que sovint permeten guanyar punts d'experiència o diners virtuals. Els mons oberts de rol sovint intenten emular una regió sencera. Bon exemple d'aquest petit subgènere són Morrowind, Oblivion i Fallout 3 per Bethesda i la saga Gothic per Piranha Bytes.
Un videojoc de rol i acció o RPG d'acció (també ARPG) és un tipus de videojoc de rol que incorpora elements dels jocs d'acció o dels d'aventures. Els primers jocs de rol amb acció van ser produïts per Nihon Falcom en els anys 80, com la saga de Dragon Slayer i Ys. Posteriorment els coneguts clons de "Diablo" són també part d'aquest gènere. En general els jocs de rol d'acció se centren més en la col·lecció tresors aleatòris per poder progressiar en la història que es troba en altres tipus de jocs de rol.
Els videojocs de rol multijugador massius jugats en línia (o bé en anglès MMORPG, que bé de Massively Multiplayer Online Role-Playing Games) són mons virtuals en què juguen potencialment milers de jugadors que poden interaccionar alhora via Internet. La majoria d'aquests videojocs són de pagament (a través d'una subscripció), però alguns jocs d'aquest es poden jugar amb només comprar-se el joc un cop o també descarregar-se'l, i jugar en línia pagant una tarifa cada mes. Els MMORPG es van iniciar de mitjans a finals dels anys 1990 com a comercial, gràfic variant de textos MUDs, que van començar el 1979. El concepte de videojocs multijugador massius va ser ràpidament combinat amb altres gèneres.
Els MMORPG de fantasia com The Lord of the Rings Online: Shadows of Angmar, sent el MMOG més famós, i el videojoc més famós de "paga-per-jugar", World of Warcraft (per Blizzard), que compta amb més del 60% del mercat del MMORPG, i el videojoc lliure més famós, RuneScape (per Jagex), tot i que també hi ha més tipus de MMORPG menys famosos. També existeixen els MMORPG de ciència-ficció, que va començar amb Phantasy Star Online, mantenint una petita part del mercat del MMOG juntament amb el famós joc de ciència-ficció per l'espai, EVE Online sent el més notable. Altres jocs de multijugador massius en línia que no tenen elements convencionals dels RPG com Second Life, de vegades pot ser classificat com a RPG, o pot ser descrit més exactament com a MMOG's (comentat en aquest article).
Els videojocs roguelike és un subgènere que pren el seu nom i elements de joc del videojoc d'ordinador de 1980, Rogue. A primera vista, un roguelike és un videojoc de masmorres de dues dimensions amb un alt grau d'aleatorietat i un èmfasi en el desenvolupament estadístic del personatge. Tot i que tradicionalment amb una interfície d'usuari de text, molts jocs utilitzen gràfics de mosaics o rajoles per superar les limitacions del conjunt de personatges.
Els videojocs de rol tàctic són un subgènere que principalment es refereix a jocs que incorporen jugabilitat dels jocs d'estratègia com a alternativa als sistemes RPG clàssics. Com els RPGs estàndards, el jugador controla una sèrie de personatges que lluiten amb un nombre similar d'enemics, però aquest gènere incorpora la jugabilitat de l'estratègia com el moviment tàctic en una matriu o xarxa isometrica. El gènere té origen als jocs de rol clàssics, on el jugador té temps de decidir l'acció del personatge.

### Simulació
Aquest gènere és una super-categoria diversa de videojocs, generalment dissenyats per simular aspectes reals o de la realitat amb ficció.
Els videojocs de simulació (o pel terme anglès sim game i també conegut com a status game o mixed game) són videojocs que contenen una barreja d'habilitat, atzar i estratègia per simular aspectes de la realitat, com poden ser les activitats quotidianes de la vida real; viatjar, navegar, volar, dirigir, gestionar, etc. En el ventall dels videojocs de simulació en els ordinadors s'han d'incloure títols amb molt d'èxit dins d'aquest gènere com la saga MS Flight Simulator, SimCity, Civilization, el videojoc RollerCoaster Tycoon, i The Sims. Alguns videojocs del gènere tenen el propòsit de simular un món real en la seva totalitat (en aspectes generals), d'altres es dediquen a simular aspectes concrets del món de la simulació o de manera parcial. També cal citar que alguns videojocs que han marcat el gènere simulen un món basat en la ficció (com el "The Sims 2" per exemple), encara que amb algunes pinzellades de realisme. En els videojocs que simulen mons ficticis es poden categoritzar d'altres gèneres, ja que si un videojoc simula un món fictici pot ser, per exemple, d'acció o lluita. Si es té en compte aquest últim aspecte es podria pensar que tots els videojocs que existeixen són de simulació, ja que un dels aspectes generals que es defineix un videojoc és la mateixa simulació dins d'un món irreal a través del programari, o més ben dit, en realitat virtual.
Alguns exigeixen molta lectura abans d'iniciar-se al joc, que serveixen d'introducció, tot i que aquest aspecte també es podria incloure en altres gèneres, com s'ha esmentat més amunt en alguns dels aspectes importants d'aquest gènere.

#### De direcció i construcció

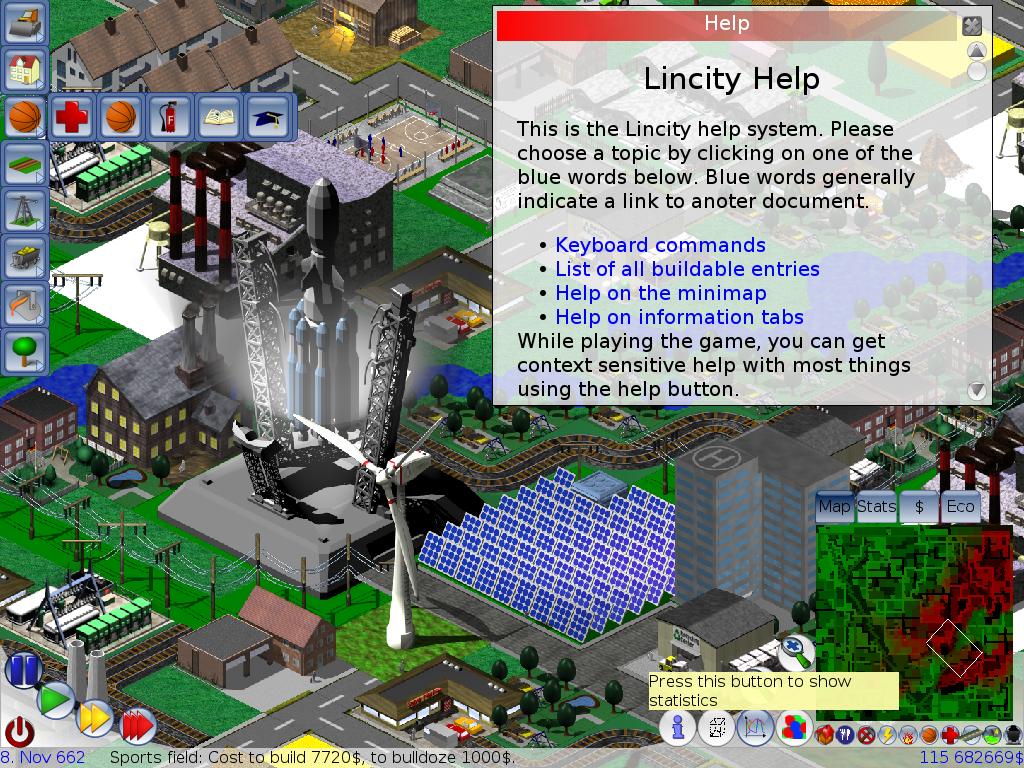
Lincity NG, un simulador de construcció de ciutats lliure i multiplataforma.

Els videojocs de simulació en direcció i construcció (o CMS en anglès) són un tipus de joc de simulació que permet al jugador construir, ampliar o dirigir comunitats o projectes ficticis amb recursos limitats.
Un videojoc de construcció de ciutats simula el creixement d'una ciutat des del punt de vista de l'alcalde o tècnic principal. S'ha d'anar fent créixer la ciutat gestionant bé els recursos i fent contenta la població tenint en compte el menjar, habitatge, salut, religió, creixement econòmic, etc. L'èxit s'aconsegueix quan el pressupost de la ciutat fa un benefici cada vegada més gran i els ciutadans experimenten un estil de vida actualitzada en matèria d'habitatge, salut i béns. Si bé el desenvolupament militar s'inclou sovint, es posa l'accent en la fortalesa econòmica. Potser el joc més conegut d'aquest tipus és SimCity, que segueix sent popular i ha tingut gran influència en els jocs de construcció de ciutats posteriors. SimCity, això no obstant, també pertany als gènere de Jocs de Ser Déu, ja que li dona al jugador habilitats impossibles en la manipulació del món. Caesar va ser una llarga saga d'aquest gènere, amb el joc original i tres continuacions.
Els videojocs de simulació de negocis generalment intenten simular l'economia o el negoci, amb el jugador com a controlador. En aquests simuladors s'ha de fer créixer el benefici d'una empresa, com Theme Park o gestionar la política d'un país. Molts videojocs anomenats Tyccon pertanyen a aquest gènere, com Lemonade Tycoon i d'altres.
Entre els simuladors polítics (o de "governació"), tracta de simular les polítiques i el govern d'un país, però típicament exclou l'aspecte militar. Recentment, aquest tipus de jocs s'han guanyat el sobrenom de joc seriós. Destaca Democracy com videojoc de política. N'hi ha alguns que recreen la "política" d'altres espècies, com les formigues.

#### Simulació de vida
Els simuladors de vides (o jocs de vida artificial) tenen importància per la vivència i el control d'una o més vides fictícies. En un joc de simulació de vida s'hi pot trobar, des del control d'individus i les seves relacions fins a la simulació d'un ecosistema.
Les simulacions biològiques poden permetre al jugador experimentar amb genètica, supervivència o ecosistemes, sovint en forma de paquet educacional. Un exemple original és SimLife, i els relativament recents com Jurassic Park: Operation Genesis i Spore. En altres simulacions educatives, com ara Wolf, el jugador "viu la vida" d'un animal d'una manera relativament realista. Aclamat com un dels millors jocs de simulació de la vida, però, és Creatures, Creatures 2 i Creatures 3, on el jugador pren les generacions de les races d'una espècie en un ecosistema summament detallat.
A diferència d'altres gèneres de jocs, els jocs de ser Déu sovint no tenen una meta establerta que permeti al jugador guanyar la partida. L'objectiu d'un joc de ser Déu tendeix a ser el control sobre la vida de les persones, en qualsevol aspecte de la microgestió d'una família per supervisar el sorgiment d'una civilització.
Els simuladors de mascotes (o mascotes virtuals) donen èmfasi en la relació entre el jugador i un o més formes de vida. Sovint són d'abast més limitat que altres simulacions biològiques. Això inclou exemples populars de mascotes virtuals com Tamagotchi, la saga Petz i Nintendogs.
Els simuladors socials basen la seva jugabilitat en la interacció social entre diverses vides artificials. L'exemple més famós d'aquest gènere és The Sims de Will Wright.

#### Simulació de vehicles

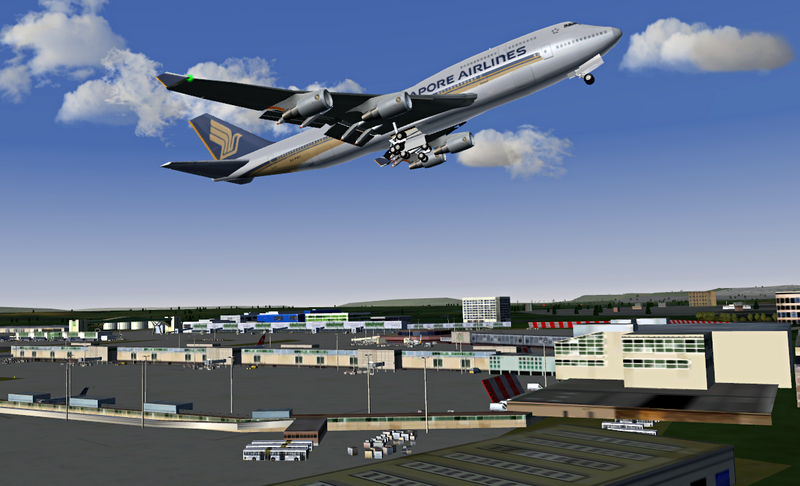
FlightGear, videojoc simulador de vol.

Els videojocs simuladors de vehicles són un gènere de videojocs que intenten proveir al jugador una interpretació realística de diversos tipus de vehicles operatius. Els videojocs que intenten simular quelcom són sovint simuladors seriosos, i alguns d'ells d'ús de descobriment per entrenar sobre propòsits militars o civils.
La simulació de vol tracta de situar el jugador amb el vol amb aeronaus, norlament avions, de la manera més realista possible. Aquests són els simuladors aeris per a civils, FlightGear, Microsoft Flight Simulator i X-Plane poden ser uns dels millors exemples. La simulació de vol en combat és el subgènere més important de la simulació. El jugador controla l'avió, no només simulant l'acte de volar, sinó les situacions de combat. També hi ha simuladors de vol civils que no tenen l'aspecte de combat.
Un videojoc de curses normalment pren al jugador com a conductor d'un vehicle en el qual ha de competir contra altres conductors o contra una mesura de temps determinat (per exemple els modes contrarellotge). Aquest gènere és un dels millors gèneres en el món de videojoc i un dels gèneres amb més videojocs creats. Va sorgir a la dècada de 1970, aquest gènere és encara molt popular avui en dia i continua desenvolupant millors gràfics i rendiment. Aquests jocs tendeixen a caure en dos tipus de jugabilitat, la cursa organitzada i la imaginària. Els simuladors de jocs de curses organitzats "reprodueixen l'experiència de conduir un cotxe de carreres o una motocicleta en una classe o lliga de carreres existents: Indycar, NASCAR, Formula 1, i d'altres més." Exemple d'aquests tipus de jocs poden ser Gran Turismo, Forza Motorsport o Live for Speed. D'altra banda, els jocs de curses imaginàris tenen lloc les situacions de curses en entorns fantàstics o principalment es realitza a través de ciutats o territoris extensos sense limitacions dels circuits". Un exemple d'aquest tipus de curses pot ser Need For Speed: Underground. Aquests jocs de curses "imaginàris" són a vegades anomenats jocs de curses recreatius, en contrast als seus contraparts més realistes de la "simulació de curses". Rollings and Adams citen que "els jocs de curses sovint es venen en la categoria esportiva," però "des d'un punt de vista de disseny, en realitat pertany a la ... simulació de vehicles". Un popular subgènere pot ser el videojoc de curses amb karts, en què també s'ha de competir contra altres conductors amb karts i també pot haver obstacles (p. ex., SuperTuxKart o Mario Kart).
La simulació a l'espai és un subgènere que aborda l'acció en jocs d'estratègia. Els exemples que s'hi poden incloure poden ser Star Wars: X-Wing, Descent: FreeSpace, Independence War, Wing Commander, Freelancer, X: Beyond the Frontier i Homeworld. Els simuladors de l'espai són també d'altres subgèneres diferents, i no són generalment considerats com a simuladors, ja que alguns aparells per simular no fan gaire cas de les lleis de física. Tanmateix, existeixen simuladors de naus espacials: l'Orbiter n'és un exemple.

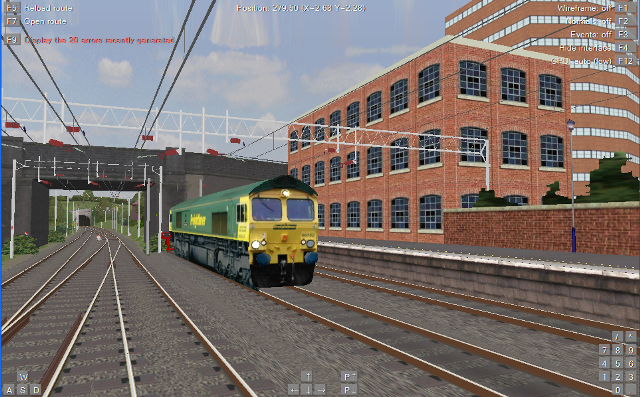
OpenBVE, un simulador de trens de codi obert per a Linux, Mac i Windows.

Un simulador de trens simula la conducció de vehicles associats amb el transport amb trens. Aquests són sovint de naturalesa històrica, recordant sobre l'evolució i l'aparició del ferrocarril a diversos països i l'auge econòmic que sovint els acompanyen. Alguns exemples de simuladors de tren poden ser Microsoft Train Simulator, Trainz i OpenBVE de codi obert.
El combat en vehicle o combat en cotxe compon tots els videojocs de simulació fets per als afers de guerra, que cobreixen tots els tipus diferents de rangs en què es pot batallar. Per exemple, un exemple ben conegut de simulador de tancs és Abrams. Un simulador militar amb vaixells i submarins pot ser Silent Hunter que ha esdevingut molt popular. Operation Flashpoint: Cold War Crisis és un simulador de combat en general, incloent-hi des de la simulació de soldats d'infanteria passant per tancs, avions i fins a vaixells. També hi ha VBS1, utilitzat per a l'entrenament militar. Un subgènere del combat vehicular és el combat mecha, on els vehicles solen incloure robots gegants semblants a tancs.

### Estratègia

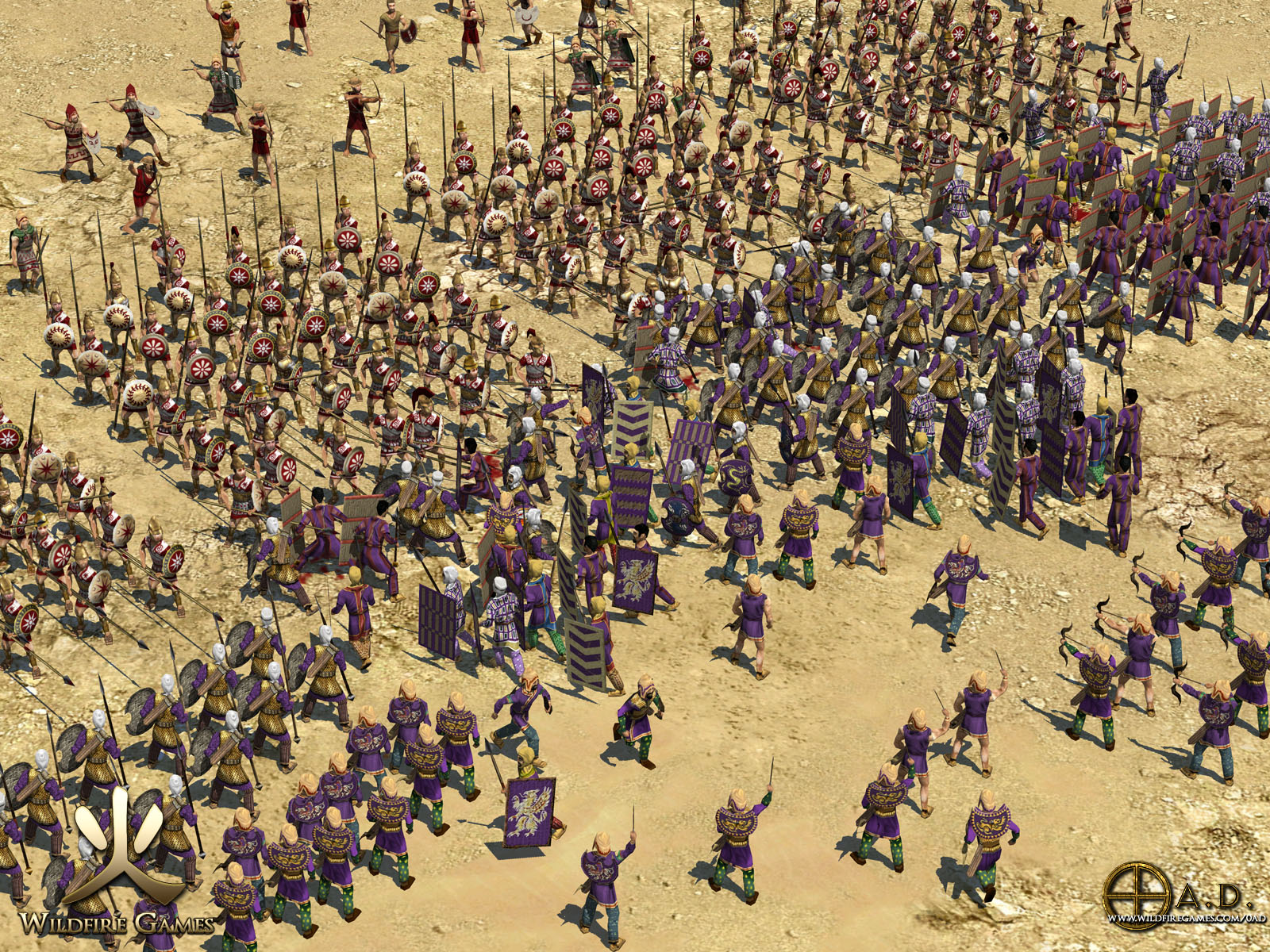
Un joc d'estratègia en temps real.

Són la versió electrònica del joc d'estratègia de tauler. S'ha de guanyar l'adversari pensant moviments o gestionant tropes i recursos. Els videojocs d'estratègia donen èmfasi en la jugabilitat focus on gameplay requerint pensament acurat i hàbil, i una planificació per tal d'aconseguir la victòria. En la majoria dels jocs d'estratègia, Andrew Rollings diu que, "el jugador té una visió divina del món del joc, de manera indirecta controla les unitats sota el seu comandament." Rollings també comenta que "L'origen dels jocs d'estratègia es basa en els seus cosins propers, els jocs de taula." Els videojocs d'estratègia en general, tenen una de les quatre formes arquetípiques, depenent de si el joc és per torns o en temps real i si el focus del joc està sobre l'estratègia o la tàctica militar. Els jocs d'estratègia en temps real tenen sovint una jugabilitat on la unitat de selecció és múltiple (diversos personatges del joc poden ser seleccionats al mateix temps per realitzar diferents tasques, en comparació amb només seleccionar un personatge alhora) amb una vista des del cel (vegeu mirant cap avall des de dalt), però recentment alguns jocs com EndWar de Tom Clancy, són la selecció d'una sola unitat i la vista en tercera persona. Igual que en molts jocs de rol, molts jocs d'estratègia es van allunyant dels sistemes basats en torns a més sistemes de temps real.
Els jocs 4X, es refereix a un gènere dels videojocs d'estratègia amb quatre objectius primaris: (d'aquí l'anglès: eXplore, eXpand, eXploit and eXterminate, explorar, expandir, explotar i exterminar en català). Un joc 4X pot ser basat en torns o temps real. Potser l'exemple més conegut d'aquest gènere és la saga Civilization de Sid Meier. Els jocs 4X sovint cobreixen un període molt gran de temps, donant al jugador el control de tota una civilització o espècie. En general aquests jocs tenen un rerefons històric, que abasta una gran quantitat d'història de la humanitat (Empire Earth o Civilization) o en un ambient de ciència-ficció on el jugador controla a un conjunt d'espècies per dominar la galàxia (Master of Orion o Galactic Civilizations en aquest cas).

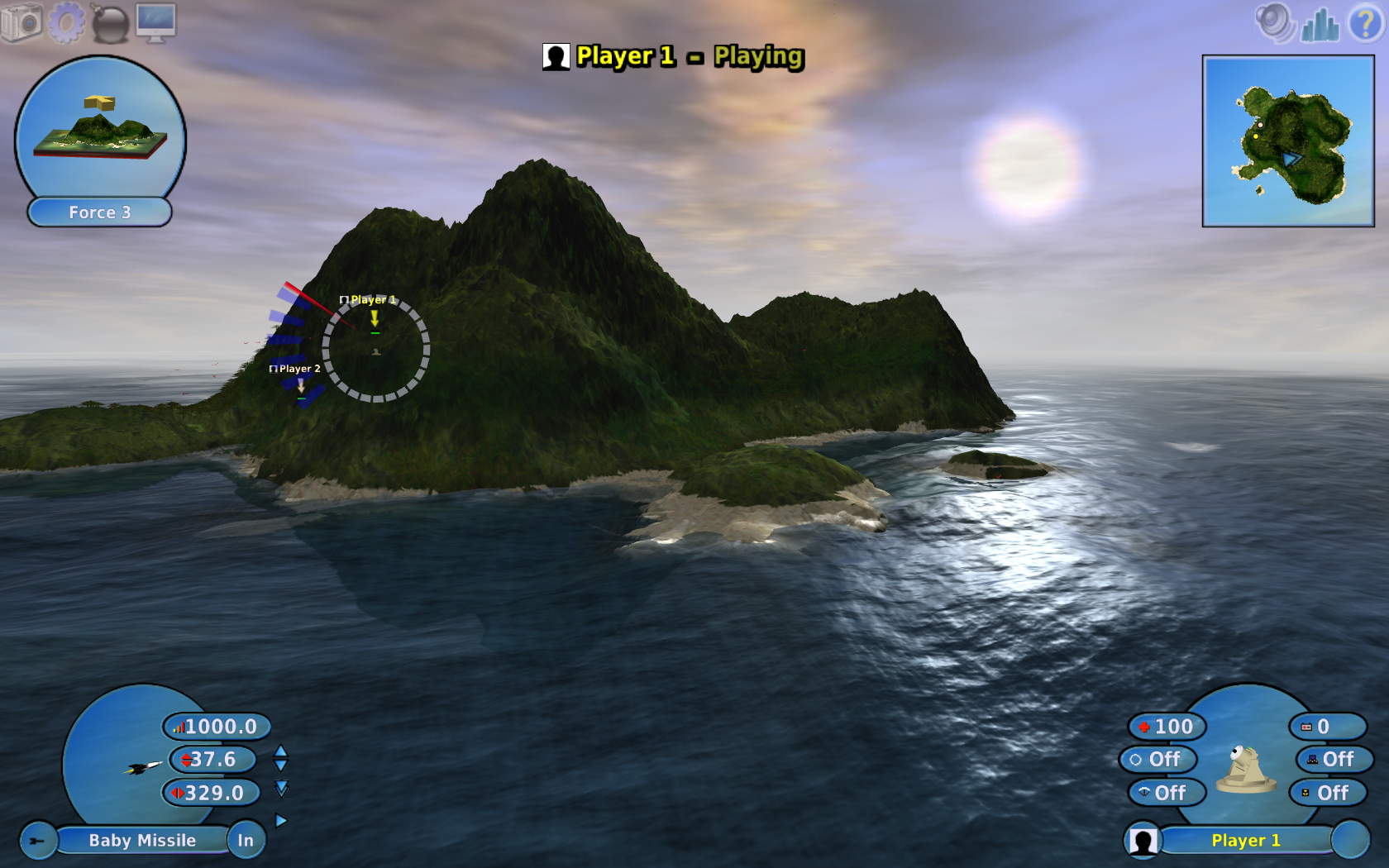
Scorched 3D és un videojoc d'artilleria.

L'artilleria és el nom genèric per als jocs d'ordinador (normalment basat en torns) ja sigui de dos o tres jugadors on els tancs o altres vehicles de projectils són els elements de lluita constant en què cadascú ha de combatre en partides o reptes. Els jocs d'artilleria van estar entre els primers jocs d'ordinador desenvolupats; que es pot considerar una extensió dels usos originals dels propis ordinadors, que van ser utilitzats per als militars basat en càlculs, com traçant les trajectòries dels coets. Els jocs d'artilleria són un tipus de joc d'estratègia, encara que també s'han descrit com un "joc de trets."
La "estratègia en temps real" (RTS en anglès), normalment s'aplica en només en certs jocs d'estratègia per ordinador, (això no obstant, aquest gènere és probablement el més ben conegut dins dels jocs d'estratègia i és el que la majoria dels llocs web volen dir quan diuen "jocs d'estratègia") indica que l'acció en el joc és contínua i els jugadors han de prendre les seves decisions i accions en el context d'un estat de joc en canvi constant. La jugabilitat de l'estratègia en temps real és caracteritzada per obtenir recursos, construir edificis, investigar en tecnologies i produir unitats. Probablement el joc RTS més famços és Starcraft de Blizzard, que es juga competitivament a Corea del Sud i televisat a grans audiències. Altres jocs destacats són la saga de Warcraft, la d'Age of Empires, Dawn of War, Command and Conquer i Dune II (principalment el primer joc RTS). No hi ha gaires exemples de jocs d'estratègia temps real fora de l'ordinador; Alguns exemples són Icehouse, Battle for Middle-earth II i Halo Wars.
Un videojoc de tàctica en temps real comparteix les característiques dels gèneres de la simulació i els jocs de guerra, per exemple el sistema de batalla (encara que no en tot el joc) de la saga Total War. Aquests títols se centren en els aspectes operatius i de control de la guerra. A diferència dels jocs d'estratègia en temps real, de recursos i la gestió econòmica i la construcció, aquests elements no participen en el joc. Aquests jocs ofereixen sovint en general un "mapa de la campanya" amb les diferents regions, i el jugador ha de competir pel control semblant al joc de taula Risk. La construcció dels edificis en el sentit tradicional és generalment relegat a la construcció de la infraestructura de les regions que posseeix.
Els jocs de defensa de torres (o Tower Defense i TD en anglès) tenen un disseny molt simple. En general, els monstres controlats per l'ordinador anomenats creeps s'arrosseguen al llarg d'un trajecte o territori establert, i el jugador ha de fer, o "construir" torres al llarg d'aquest trajecte per derrotar-los. En la majoria de jocs defensa de torres hi ha diferents habilitats, com ara la intoxicació dels enemics per alentir-los. El jugador és premiat amb diners per derrotar a creeps, i aquests diners es poden utilitzar per comprar més torres, o comprar millores per a una torre com per exemple una major potència o rang de foc.

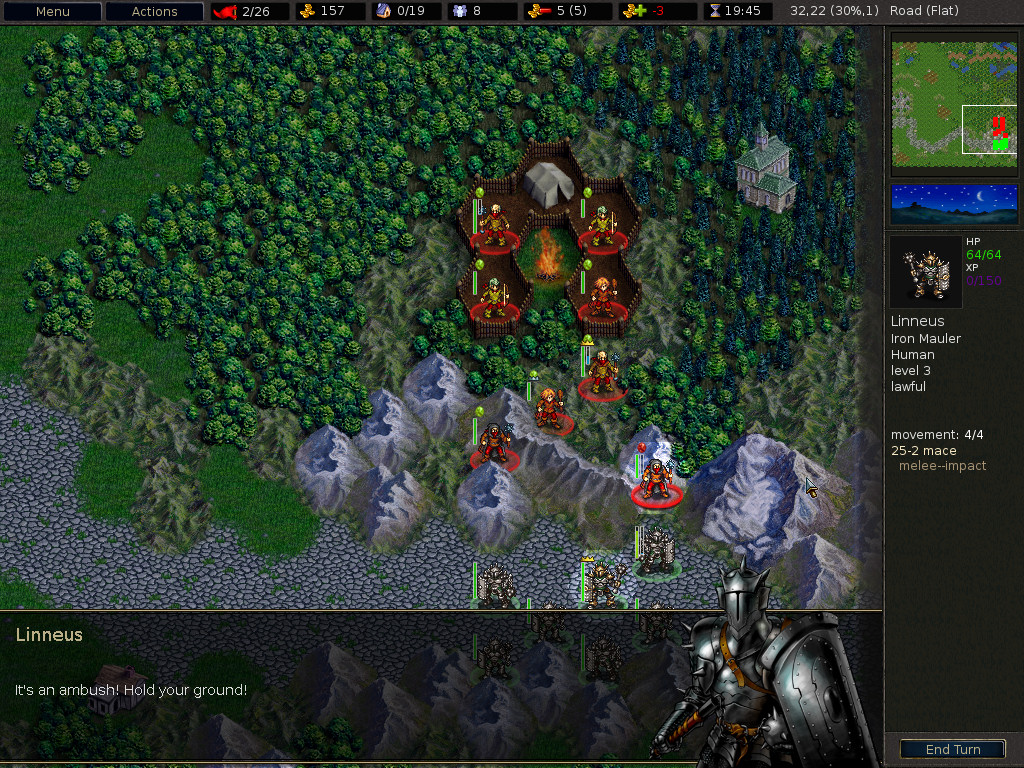
The Battle for Wesnoth és un videojoc d'estratègia basat en torns.

El terme de videojoc d'estratègia basada en torns (TBS) és generalment reservat per a certs jocs d'ordinador d'estratègia, per distingir-los dels jocs d'estratègia en temps real. Un jugador d'un joc basat en torns es permet un període d'anàlisi abans de comprometre a una acció de joc, i alguns jocs permeten un cert nombre de moviments o accions que tenen lloc en un torn. Com en els jocs d'estratègia en temps real, aquest gènere pot incloure molts jocs d'estratègia però no és l'únic gènere que conté elements de sistema de batalla basat en torns, tot i que hi ha jocs que poden contenir altres característiques que no es refereixen al fet que si el joc està basat en torns o no.
La jugabilitat dels jocs de tàctica basada en torns es caracteritzen per l'expectació dels jugadors a completar les seves tasques usant les forces de combat que han estat prveïdes, i normalment per la provisió d'una realista (o com a mínim creïble) representació d'operacions militars tàctiques.
Els videojocs de guerra (o Wargame en anglès) són un subgènere dels videojocs d'estratègia que donen importància a l'afer militar tàctic o estratègic en un mapa. Els jocs de guerra, generalment prenen una de les quatre formes arquetípiques, depenent sobre si el joc és per torns o en temps real i si el focus del joc està en l'estratègia o la tàctica militar.

## Altres gèneres importants

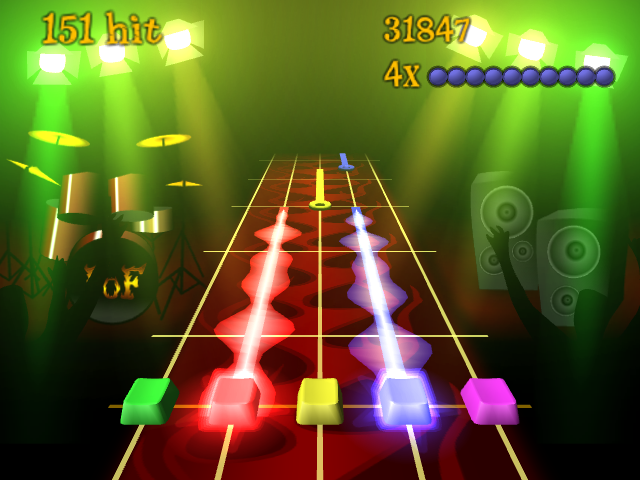
Frets on Fire és un videojoc musical

Els videojocs musicals, comunament permeten al jugador seguir un seguit de seqüències de moviment recreant ritmes específics. Alguns jocs requereixen que el jugador introdueixi els ritmes amb els peus en un dance pad, o usant un dispositiu semblant a un instrument musical específic, com per exemple una rèplica de bateria. Aquests jocs han canviat la manera de com els jugadors interaccionen amb les seves consoles o ordinador aconseguint una experiència de joc més activa i sociable, i facilitant l'exergaming (o videojoc d'exercici). Els videojocs musicals tenen influència de la indústria de la música per augmentar significativament el nombre de descàrregues legals de cançons. Altres jocs eviten la jugabilitat basat en el ritme i en lloc, se centra en la jugabilitat en l'estil del cant i la seva lírica. Recentment, els jocs de música, com ara Guitar Hero, Rock Band i Sing Star han aconseguit una gran popularitat entre els jugadors esporàdics.
Els jocs festius són videojocs creats especialment per a jocs multijugador entre diversos jugadors. Normalment, els jocs festius tenen una varietat de minijocs que sovint tracten de col·leccionar més d'un nombre concret d'objectes que els altres jugadors o tenint els temps o rècords més ràpids. D'aquests jocs es poden incloure la saga Mario Party, Crash Boom Bang!, i Rayman Raving Rabbids. Els jocs multijugador d'enfrontament (o versus games en anglès) no són generalment considerats com a jocs de festa.
Un joc de programació és un joc d'ordinador on el jugador no té la influència directa que en un joc. En canvi, un programa informàtic o script és escrit en algun llenguatge específic del domini per tal de controlar les accions dels personatges (normalment robots, tancs o bacteris, que tracten de destruir els uns als altres). Al SpaceChem, per exemple, els jugadors dissenyen circuits utilitzats per crear molècules de les matèries primeres. Final Fantasy XII també inclou alguns elements de joc de programació, ja que el jugador crea la intel·ligència artificial (IA) dels seus personatges, encara que el jugador també pot optar per controlar directament l'acció.

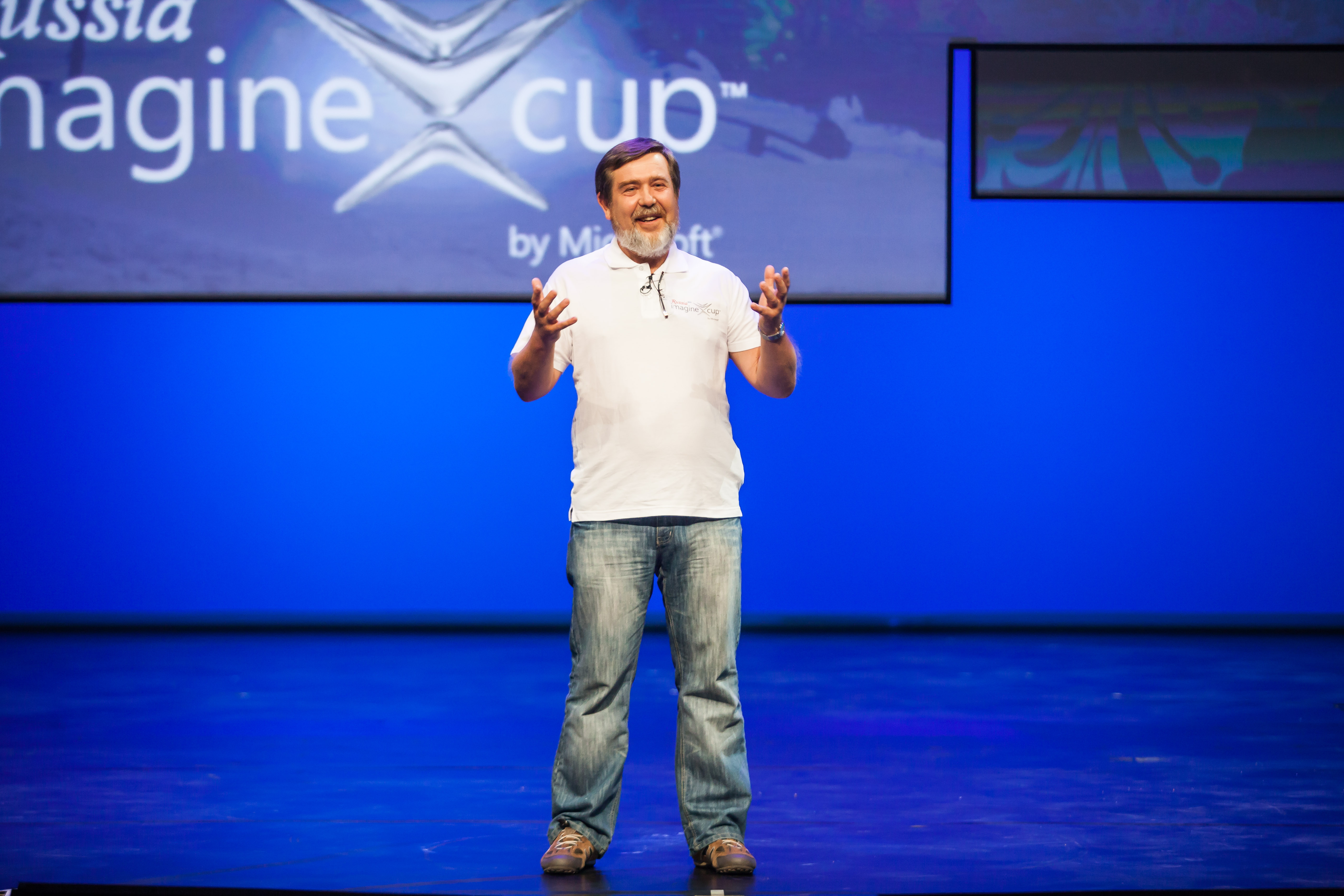
Tetris un joc de trencaclosques creat al 1985 a Rússia, forma un dels jocs més addictius de la història dels videojocs.

Els videojocs de trencaclosques (o tradicionalment coneguts com a puzzles) requereixen que el jugador resolgui una sèrie de trencaclosques lògics o navegar per un sistema d'ubicacions complexos com laberints. Aquest gènere sovint es creua amb els jocs d'aventura i educatius. Alguns d'aquests videojocs de trenclosques s'han de resoldre pantalles encaixant fitxes. Poden fer-se a base de relacionar elements iguals o col·locant peces en un tauler virtual. El primer gran èxit del gènere va ser Tetris. Molts dels jocs es basen a unir tres elements o més per fer-los desaparèixer de la pantalla. Aquest tipus de videojocs, com també els educatius, tenen una jugabilitat on l'agilidesa mental és l'aspecte més important alhora de jugar. Són jocs on s'ha de pensar i agilitzar el pensament. L'objectiu aquí és resoldre exercicis amb dificultat progressiva per desenvolupar l'habilitat mental. Alguns exemples podrien ser Brain Age, Brain Academy, Tetris, Professor Layton o Flaix Focus Vision.
Un subgènere del puzzle són els videojocs de gestió del temps, on el jugador ha d'encadenar una sèrie d'accions ràpides, clicant a diversos punts de la pantalla. Giren al voltant d'un tema, com servir el màxim nombre possible d'àpats a un restaurant, vestir models o carregar paquets. El precursor d'aquests jocs va ser una màquina recreativa de Nintendo, on en Mario i Luigi es passaven ampolles de llet d'una banda a l'altra cada cop més de pressa. A Internet van créixer en popularitat gràcies a la saga de Diner Dash i els seus derivats. Poden ser cooperatius, com Overcooked.
Un videojoc esportiu recrea el joc d'esports físics com el cricket, el beisbol, el futbol, el futbol americà, el boxa, el golf, el bàsquet, l'skateboarding, l'hoquei gel, el tennis, les bitlles, el rugbi, etc. Molts d'aquests videojocs fan èmfasi en el joc en què es juga, mentre altres videojoc d'esport fan èmfasi a l'estratègia, la direcció i l'organització que hi ha darrere un esport (com pot ser Championship Manager). Altres satiritzen els videojocs d'esport amb efectes còmics (com Arch Rivals). Una de les sagues més venudes del gènere de videojocs esportius és la saga Madden NFL. Aquest gènere va aparèixer al començament de la història dels videojocs (p. ex., Pong) que encara és popular avui en dia.
Els jocs de Trivia són famosos últimament, especialment en telèfons mòbils on les persones tenen només uns pocs minuts per jugar al joc. Un dels jocs de trivia de Blackberry és MobileQs.
També tenim els videojocs de taula i de cartes. Els oponents de IA poden ajudar a millorar les habilitats, que els jocs tradicionals no compten. Els escacs, Checkers, Othello (conegut també com a Reversi), i Backgammon tenen infinitat de versions per a ordinador. Els Mah-jongg i jocs relacionats tenen una gran popularitat a la Xina i el Japó. Go és famós a l'Àsia oriental, però la gran dificultat de programar un joc de Go fa que sigui difícil tenir un ordinador per jugar al Go de manera adequada. També hi ha versions virtuals dels jocs de cartes de guerra, inspirats en Magic: The Gathering i les seves conitnuacions, com Astral Masters o les guerres temàtiques (de mags, en una època determinada, de fantasia...).

## Gèneres de videojocs per finalitat
Mentre que la majoria de videojocs estan dissenyats cara a l'entreteniment, alguns tenen altres finalitats. Aquestes finalitats són variades com la naturalesa de la informació—informar, persuadir o estimular. Aquests jocs poden contenir algun tipus de jugabilitat, des de trencaclosques a acció i aventura.
Els videojocs per a adults (o videojocs pornogràfics), com el cinema pornogràfic o en altres mitjans, pretenen arribar a l'audiència adulta. En general, el propòsit dels videojocs pornogràfics és proveir entreteniment eròtic, en lloc del joc. Hi ha una gran varietat de jocs per a adults, havent-hi de rol, MMORPG i d'altres gèneres.
Els advergames (o videojocs de publicitat), en el context dels gèneres de videojocs, es refereix a programari promocional específicament creats per anunciar un producte, organització o punt de vista. Els primers advergames eren distribuïts en disc de floppy per empreses com Chef Boyardee, Coca-Cola i Samsung, i el primer advergame d'una caixa de cereals va ser Chex Quest el 1996. La majoria de advergames són trobats en línia i normalment inclouen jocs o minijocs simples i barats creats en Flash.
Un videojoc artístic està dissenyat per donar èmfasi en l'art o les estructures estan destinades a produir algun tipus de reacció no-ludol+ogica del seu públic. Els jocs artístics són típicament solen tenir una mirada única i poc convencional, sovint es destaca per la bellesa estètica o la complexitat en el disseny. Aquest concepte s'estén a l'àmbit de la modificació ("modder") de joc quan s'han fet modificacions a jocs-no-artístics existents per a produir resultats gràfics destinats a ser vistos com una manifestació artística, en oposició a les modificacions destinades a canviar els escenaris de joc o per explicar històries. Els jocs modificats creats amb finalitats artístiques es refereix a vegades com a "art del videojoc", com a part de l'art digital.
Els videojocs casuals són els jocs que contenen molts papers simples o tècniques de joc i un baix grau d'estratègia. També exigeixen la inexistència de compromisos a llarg termini de temps o habilitats especials per al joc, fent que siguin fàcils d'aprendre i jugar com un passatemps. Hi ha relativament baixa producció i costos de distribució per al productor. Els jocs casuals normalment es juguen en un ordinador personal en línia en els navegadors web, tot i que ara estan començant a ser famosos en les consoles de joc. El propòsit del joc casual és entretenir, però amb un compromís molt menor que altres videojocs.
Els videojocs cristians són els jocs que proveeixen el doble objectiu de difondre la religió cristiana als no creients a través de videojocs, i proporcionar als jugadors que s'identifiquen com a cristians, amb un fons comú de jocs que no qüestionen les seves creences, ni els ofenen. Els videojocs cristians van ser creats originàriament per Wisdom Tree per la NES sense llicència. Mentre que en gran part se'ls considera com títols derivats de la cultura dels jocs convencional, els jocs cristians però, han ampliat en la distribució des dels seus inicis.
Els videojocs educatius, com el nom implica, s'intenta ensenyar als usuaris utilitzant el joc com a mitjà vehicular. La majoria d'aquests tipus de jocs són adreçats als usuaris d'edats joves del voltant de tres anys fins a adolescents; més enllà de l'adolescència els subjectes es tornen tan complexes (per exemple el càlcul infinitesimal) que l'ensenyament a través d'un joc no és pràctic. Hi ha nombrosos subgèneres, en camps com les matemàtiques o l'escriptura.
Els videojocs d'esports electrònics són jocs multijugador que són normalment jugats de manera competitiva a un nivell professional. Aquests jocs són sovint dirigits a l'audiència de jocs "hardcore", i acostumen a ser jocs d'acció en primera persona, requerint contracció basada en la velocitat de reacció i la coordinació, o en els jocs estratègia en temps real, que requereixen alts nivells macro i microgestió estratègiques.
Un exergame (contracció d'"exercise" i "game", exercici i joc; en anglès) és un videojoc que proveeix exercici. Els "Exergames" es divideixen en dos principals implementacions, una és el joc dissenyat específicament per a utilitzar un dispositiu d'entrada d'exercici (per exemple, en el joc Wii Fit utilitza el Wii Balance Board) i l'altra implementació usa un gènere d'un joc. Aquests jocs encaixen en la categoria d'entreteniment, i de manera similar els "exergames" són una categoria de "exerentreteniment" (format d'exercici i "entreteniment"). "Exerentreteniment" es refereix a l'aspecte de l'addició d'entreteniment a una sessió d'exercici.
Els videojocs seriosos tenen la intenció d'educar o entrenar els jugadors. Aquests jocs tendeixen a promoure la "educació, la ciència, el canvi social, la salut o fins i tot el militar". Alguns d'aquests jocs no tenen cap final o objectiu final específic en el joc. D'altra banda, el jugador aprèn una lliçó de la vida real en el joc. Per exemple, els jocs de llocs web com Newsgaming.com i gamesforchange.org plantegen qüestions polítiques amb les diferents propietats dels jocs.

## Gèneres temàtics
De la mateixa manera que les obres de ficció, els videojocs quan tenen una història poden classificar-se segons la temàtica d'aquesta història: ciència-ficció, terror, fantasia i altres. Aquesta classificació no és la predominant.

## Estudis científics

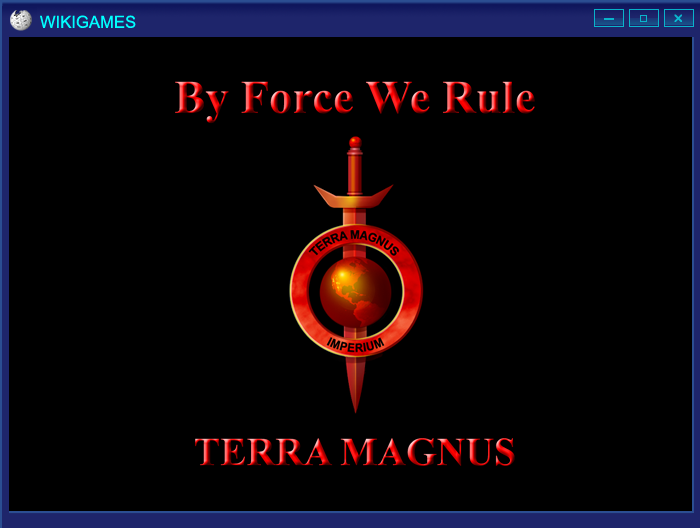

Els videojocs han sigut sovint objecte d'estudi, i els seus gèneres també. Una primera passada a l'anàlisi dels gèneres d'acció i aventures apareix en un document de la Game Developers Conference de l'any 2000 anomenat com a títol: 'Mostly Armless: Grabbing the 3D World'. Es critica la varietat dels videojocs d'acció i aventura per categoritzar la jugabilitat i la interacció entre els gèneres d'aventures, acció i híbrids. Els gèneres sempre han format, al llarg dels eixos de la 'immediatesa' contra la 'complexitat', amb una 'zona ideal' per a una jugabilitat que cobria i vincula jocs d'aventura i acció. Es detallen diversos estils d'interacció presents en aquests gèneres i extrapolant la futura interfície d'usuari i possibilitats de joc d'aquests i d'altres gèneres. Alguns han estat adoptats pels mons persistents. Per exemple, Second Life utilitza part de la jugabilitat i elements de la interfície que es descriu en la secció 4 del document.
En un estudi de la Universitat de Queensland, el gaudiment del fet d'estar jugant a videojocs es pot correlacionar amb atributs com ara la immersió, interacció social i la naturalesa dels objectius. Aquests poden ser els factors subjacents en la diferenciació de gèneres de jocs.
Hi ha estadístiques tècniques d'un estudi presentat al Siggraph Video Game Symposium del 2007 per convertir qualificacions subjectives de la similitud entre mapes visuals dels gèneres de jocs. Els mapes reproduïts són comunament identificats com alguns dels gèneres de "shooters" en primera persona i videojocs de ser déu. Un estudi de la Universitat de l'Estat de Michigan destaca que els homes tenen una major preferència pels gèneres que requereixen la competència i de navegació i manipulació en tres dimensions que les dones.

## Popularitat
Segons alguns analistes, el percentatge de cada gènere principal en els jocs físics més venuts a tot el món es desglossa de la següent manera.
| Gènere      | Softalk 1980-1984 | VGC top 100 | VGC top 100 | VGC top 100 | VGC top 100 | VGC top 100 | VGC top 100 | VGC top 100 | VGC top 100 | ESA  | Sta  |
| Gènere      | Softalk 1980-1984 | 1995        | 2000        | 2005        | 2010        | 2015        | 2016        | 2017        | 2018        | ESA  | Sta  |
| ----------- | ----------------- | ----------- | ----------- | ----------- | ----------- | ----------- | ----------- | ----------- | ----------- | ---- | ---- |
| Acció       | 61                | 3           | 4           | 12          | 15          | 27          | 25          | 22          | 29          | 22,5 | 26,9 |
| Aventura    | 11                | 2           | 4           | 7           | 6           | 2           | 1           | 0           | 1           | 7,8  | 7,9  |
| Lluita      |                   | 15          | 10          | 5           | 2           | 5           | 3           | 5           | 5           | 5,8  | 7,8  |
| Plataformes |                   | 10          | 7           | 10          | 9           | 4           | 3           | 4           | 9           |      |      |
| Trenc       |                   | 9           | 2           | 6           | 1           | 0           | 0           | 1           | 1           |      |      |
| Curses      |                   | 6           | 6           | 13          | 8           | 5           | 4           | 6           | 6           | 3,3  | 5,8  |
| Joc de rol  | 18                | 18          | 25          | 7           | 16          | 12          | 15          | 17          | 12          | 12,9 | 11,3 |
| Tirador     |                   | 11          | 1           | 8           | 14          | 22          | 24          | 19          | 13          | 27,5 | 20,9 |
| Simulació   |                   | 6           | 7           | 5           | 0           | 4           | 4           | 0           | 2           |      |      |
| Esports     |                   | 9           | 19          | 17          | 16          | 12          | 13          | 15          | 13          | 11,7 | 11,1 |
| Estratègia  | 10                | 7           | 8           | 3           | 1           | 0           | 0           | 2           | 1           | 4,3  | 3,7  |
| Misc.       |                   | 4           | 7           | 7           | 12          | 7           | 8           | 9           | 8           | 4.1  | 4.6  |

En l'última dècada, els jocs de trencaclosques han disminuït quan es mesuren per vendes, però, al mòbil, on la majoria dels jocs són gratuïts, aquest gènere segueix sent el més popular a tot el món.